# Pic des Trois-Conseillers
Le pic des Trois-Conseillers est un sommet des Pyrénées françaises.

## Géographie
Il est situé dans le département des Hautes-Pyrénées dans le massif du Néouvielle, près de Saint-Lary-Soulan dans le parc national des Pyrénées et près de la réserve naturelle nationale du Néouvielle.

### Hydrographie
Le sommet délimite la ligne de partage des eaux entre les bassins de l'Adour côté ouest et de la Garonne côté est, qui se déversent dans l'Atlantique.